# Bukata, Smolean
Bukata (în bulgară Буката) este un sat în comuna Smolean, regiunea Smolean,  Bulgaria. 

## Demografie
Componența etnică a satului Bukata
     Bulgari (84,05%)
     Nicio identificare (15,94%)
     Altele (0%)
La recensământul din 2011, populația satului Bukata era de 69 locuitori. Din punct de vedere etnic, majoritatea locuitorilor (84,05%) erau bulgari. Pentru 15,94% din locuitori nu este cunoscută apartenența etnică.